# Fundació Eduard Soler
La Fundació Eduard Soler és una fundació privada sense ànim de lucre situada a Ripoll. Ofereix Cicles Formatius de Grau Superior (FP Dual), formació especialitzada, serveis tecnològics per a la innovació i suport a l'emprenedoria. La tecnologia és la seva especialització.
L'any 1996 Eduard Soler crea l'Escola del Treball del Ripollès. Fundació S.F. Es tracta d'una fundació privada sense ànim de lucre per a promoure la creació d'una escola de formació i reciclatge professional que ofereixi ensenyament de tipus tecnològic a totes aquelles persones que ho desitgin. També en aquell moment es marquen com a objectius donar suport tecnològic a les empreses de l'entorn, tant en serveis d'enginyeria com en prototipatge. Enfortir del desenvolupament de la capacitat competitiva empresarial, en l'àmbit de la tecnologia i la innovació. Fomentar l'emprenedoria tant en l'àmbit de l'ensenyament com en el de l'activitat empresarial. I es decideix crear un Centre Tecnològic i un d'Iniciatives d'Emprenedors del Metall.
Eduard Soler mor el gener del 2000. El mateix any, a títol pòstum, l'Ajuntament de Ripoll li atorga el títol de Fill Il·lustre i la Medalla de la Vila amb distintiu d'or. El 2009 atorguen a la Fundació Eduard Soler la Placa al Treball Francesc Macià de la Generalitat de Catalunya.
El 2023 la Generalitat de Catalunya concedeix a la Fundació Eduard Soler el premi #FPCAT.